# Rolando Fonseca
Rolando Fonseca Jiménez, född 6 juni 1974, är en fotbollsspelare från Costa Rica. 
Rolando Fonseca spelar som forward för Comunicaciones i Guatemala sedan 2008. Han gör sin fjärde sejour för klubben. Fonseca har spelat över 100 landskamper för Costa Rica och har gjort 47 landslagsmål vilket gör honom till den bästa målskytten genom tiderna i landslaget. Fonseca deltog i VM 2002.